# Palhers
Palhers est une commune française située dans l'ouest du département de la Lozère en région Occitanie.
Exposée à un climat de montagne, elle est drainée par la Jourdane et par divers autres petits cours d'eau. La commune possède un patrimoine naturel remarquable : un site Natura 2000 (les « falaises de Barjac et causse des Blanquets ») et une zone naturelle d'intérêt écologique, faunistique et floristique.
Palhers est une commune rurale qui compte 192 habitants en 2022, après avoir connu une forte hausse de la population depuis 1968.  Elle fait partie de l'aire d'attraction de Marvejols. Ses habitants sont appelés les Palhérois ou  Palhéroises.

## Géographie

### Communes limitrophes
Les communes limitrophes sont  Bourgs sur Colagne, Chanac, Grèzes, Les Salelles, Marvejols, Montrodat et Saint-Bonnet-de-Chirac.
| Marvejols              | Montrodat    |        |
| Bourgs sur Colagne     | Palhers      | Grèzes |
| Saint-Bonnet-de-Chirac | Les Salelles | Chanac |

### Climat
Pour des articles plus généraux, voir Climat de l'Occitanie et Climat de la Lozère.
En 2010, le climat de la commune est de type climat des marges montargnardes, selon une étude s'appuyant sur une série de données couvrant la période 1971-2000. En 2020, Météo-France publie une typologie des climats de la France métropolitaine dans laquelle la commune est exposée à un climat de montagne ou de marges de montagne et est dans la région climatique Sud-est du Massif Central, caractérisée par une pluviométrie annuelle de 1 000 à 1 500 mm, minimale en été, maximale en automne.
Pour la période 1971-2000, la température annuelle moyenne est de 10,1 °C, avec une amplitude thermique annuelle de 16 °C. Le cumul annuel moyen de précipitations est de 1 078 mm, avec 11,7 jours de précipitations en janvier et 5,6 jours en juillet. Pour la période 1991-2020, la température moyenne annuelle observée sur la station météorologique la plus proche, située sur la commune de Montrodat à 4 km à vol d'oiseau, est de 10,1 °C et le cumul annuel moyen de précipitations est de 818,0 mm,. Pour l'avenir, les paramètres climatiques de la commune estimés pour 2050 selon différents scénarios d'émission de gaz à effet de serre sont consultables sur un site dédié publié par Météo-France en novembre 2022.

### Milieux naturels et biodiversité

#### Réseau Natura 2000

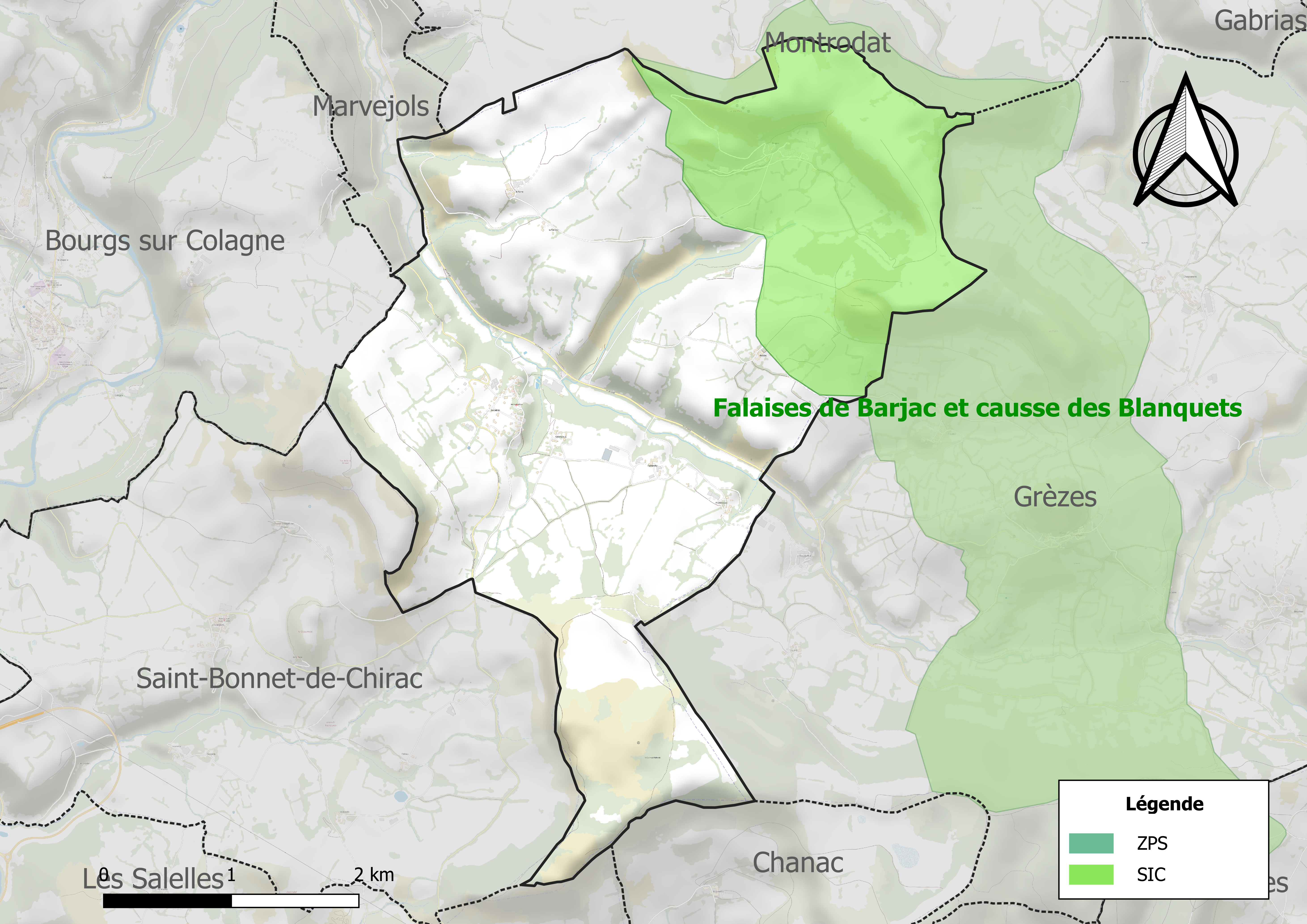
Site Natura 2000 sur le territoire communal.

Le réseau Natura 2000 est un réseau écologique européen de sites naturels d'intérêt écologique élaboré à partir des directives habitats et oiseaux, constitué de zones spéciales de conservation (ZSC) et de zones de protection spéciale (ZPS).
Un site Natura 2000 a été défini sur la commune au titre de la directive habitats : les « falaises de Barjac et causse des Blanquets », d'une superficie de 2 267 ha, constituant un biotope favorable pour de nombreuses espèces de chauve-souris de la directive habitats.

#### Zones naturelles d'intérêt écologique, faunistique et floristique

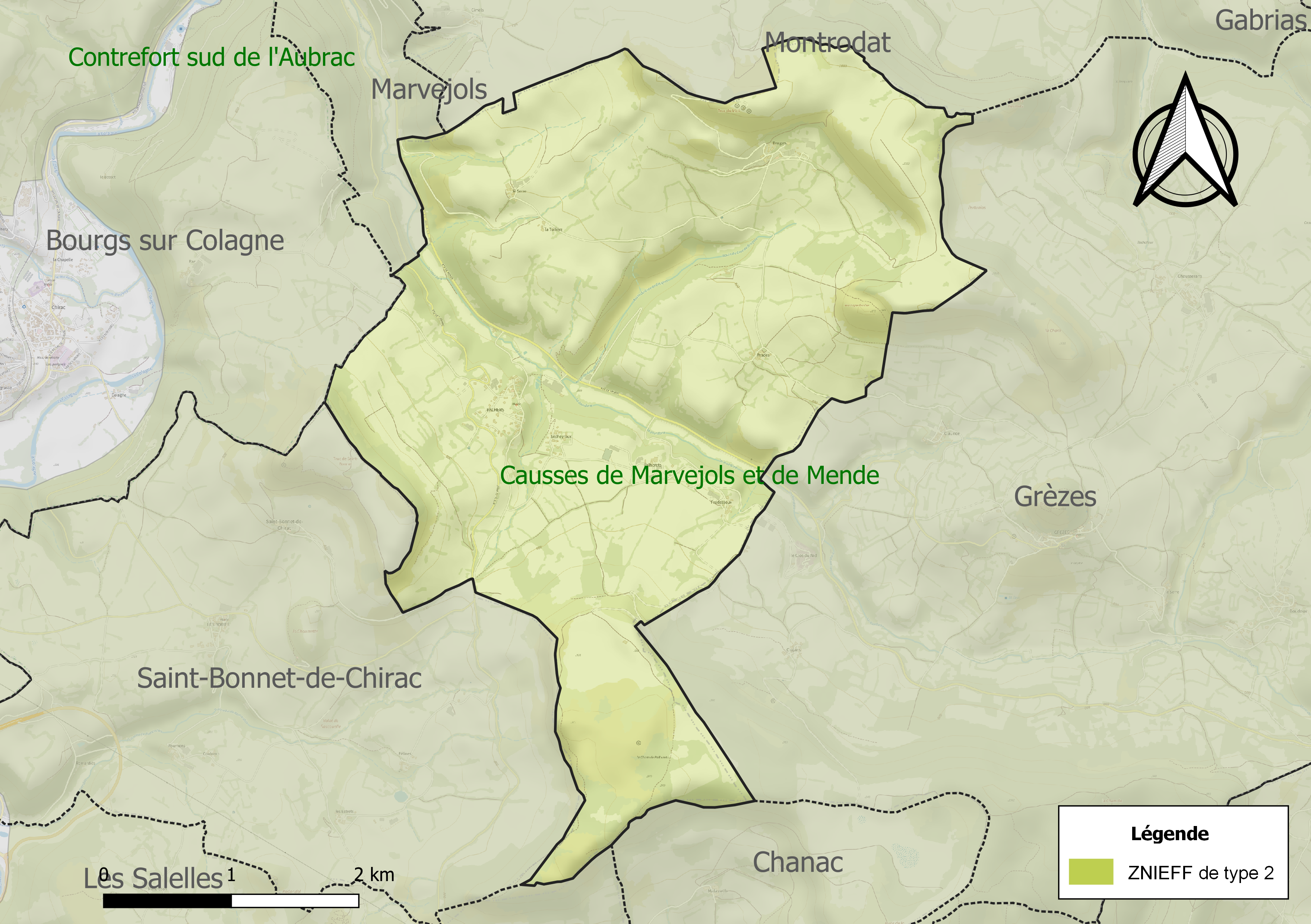
Carte de la ZNIEFF de type 2 localisée sur la commune.

L’inventaire des zones naturelles d'intérêt écologique, faunistique et floristique (ZNIEFF) a pour objectif de réaliser une couverture des zones les plus intéressantes sur le plan écologique, essentiellement dans la perspective d’améliorer la connaissance du patrimoine naturel national et de fournir aux différents décideurs un outil d’aide à la prise en compte de l’environnement dans l’aménagement du territoire.
Une ZNIEFF de type 2 est recensée sur la commune :
les « causses de Marvejols et de Mende » (18 190 ha), couvrant 24 communes du département.

## Urbanisme

### Typologie
Au 1er janvier 2024, Palhers est catégorisée commune rurale à habitat dispersé, selon la nouvelle grille communale de densité à sept niveaux définie par l'Insee en 2022.
Elle est située hors unité urbaine. Par ailleurs la commune fait partie de l'aire d'attraction de Marvejols, dont elle est une commune de la couronne,. Cette aire, qui regroupe 10 communes, est catégorisée dans les aires de moins de 50 000 habitants,.

### Occupation des sols
L'occupation des sols de la commune, telle qu'elle ressort de la base de données européenne d’occupation biophysique des sols Corine Land Cover (CLC), est marquée par l'importance des territoires agricoles (69,6 % en 2018), une proportion identique à celle de 1990 (69,6 %). La répartition détaillée en 2018 est la suivante : 
zones agricoles hétérogènes (46,7 %), milieux à végétation arbustive et/ou herbacée (25,4 %), terres arables (22,2 %), forêts (5,1 %), prairies (0,7 %). L'évolution de l’occupation des sols de la commune et de ses infrastructures peut être observée sur les différentes représentations cartographiques du territoire : la carte de Cassini (XVIIIe siècle), la carte d'état-major (1820-1866) et les cartes ou photos aériennes de l'IGN pour la période actuelle (1950 à aujourd'hui).

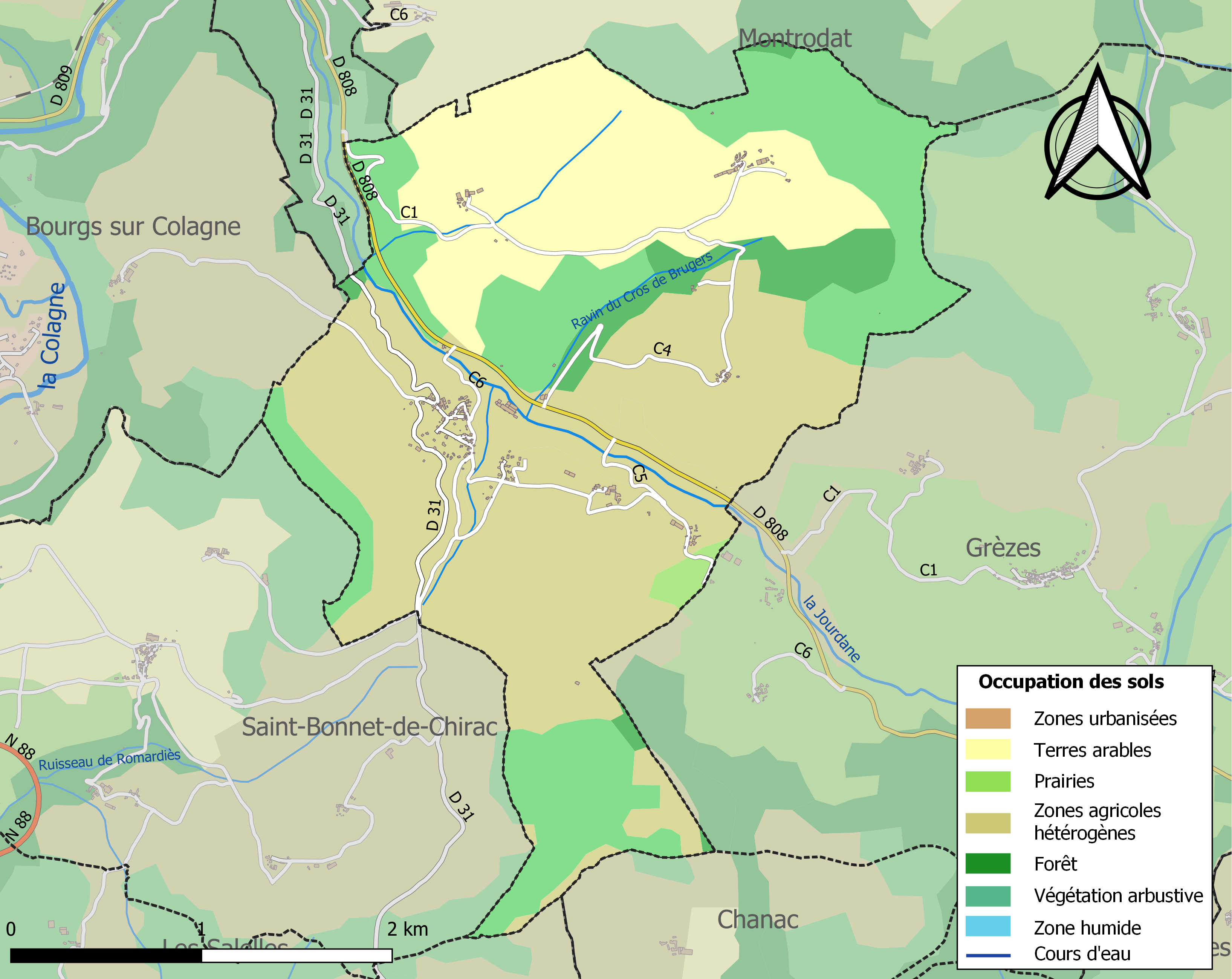
Carte des infrastructures et de l'occupation des sols de la commune en 2018 (CLC).

### Risques majeurs
Le territoire de la commune de Palhers est vulnérable à différents aléas naturels : météorologiques (tempête, orage, neige, grand froid, canicule ou sécheresse), feux de forêts, mouvements de terrains et séisme (sismicité faible). Il est également exposé à un risque technologique,  le transport de matières dangereuses. Un site publié par le BRGM permet d'évaluer simplement et rapidement les risques d'un bien localisé soit par son adresse soit par le numéro de sa parcelle.

#### Risques naturels
Palhers est exposée au risque de feu de forêt. Un plan départemental de protection des forêts contre les incendies (PDPFCI) a été approuvé en décembre 2014 pour la période 2014-2023. Les mesures individuelles de prévention contre les incendies sont précisées par divers arrêtés préfectoraux et s’appliquent dans les zones exposées aux incendies de forêt et à moins de 200 mètres de celles-ci. L’arrêté du 23 mars 2018, complété par un arrêté de 2020, réglemente l'emploi du feu en interdisant notamment d’apporter du feu, de fumer et de jeter des mégots de cigarette dans les espaces sensibles et sur les voies qui les traversent sous peine de sanctions. L'arrêté du 23 août 2021, abrogeant un arrêté de 2002, rend le débroussaillement obligatoire, incombant au propriétaire ou ayant droit,,.

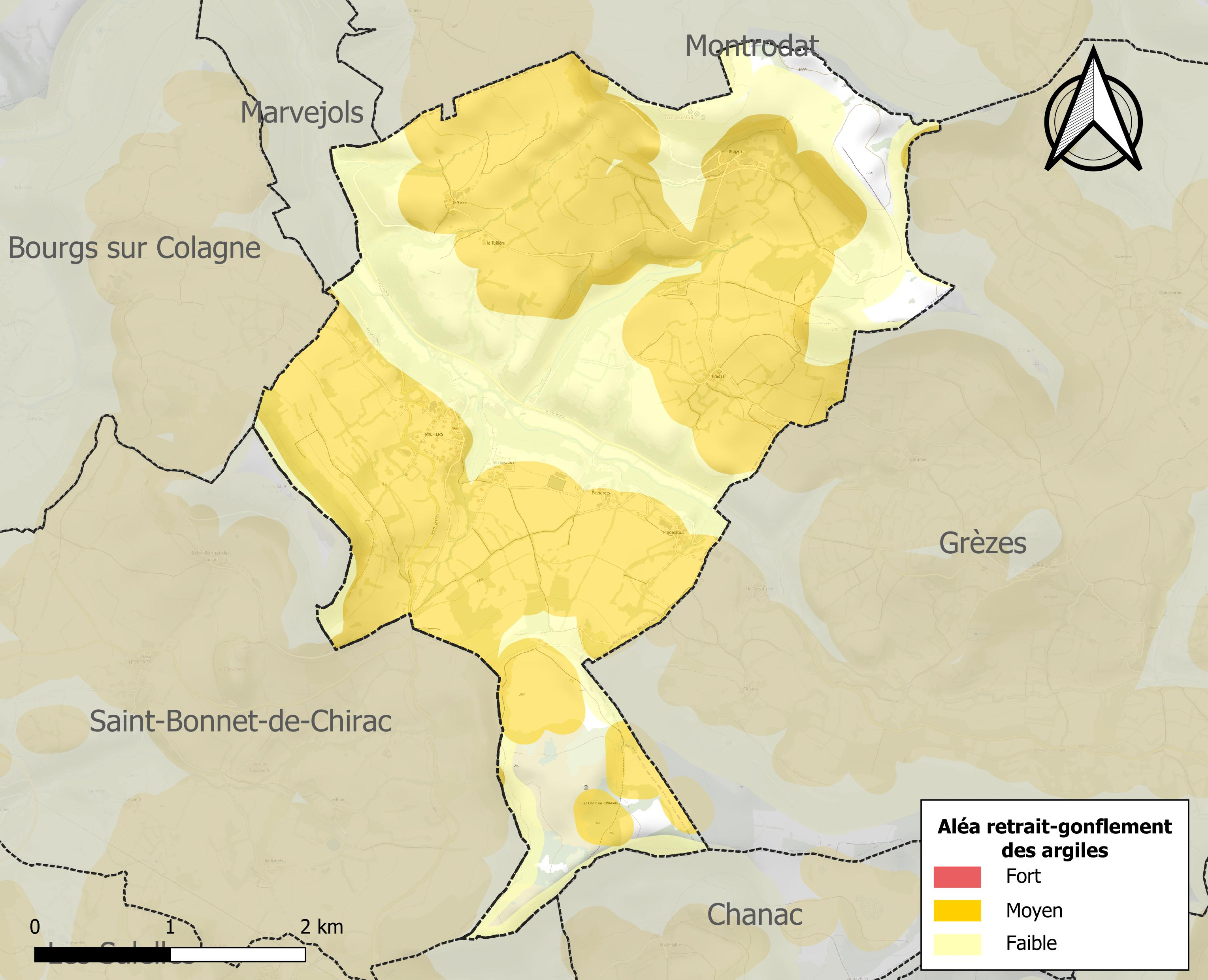
Carte des zones d'aléa retrait-gonflement des sols argileux de Palhers.

Les mouvements de terrains susceptibles de se produire sur la commune sont des affaissements et effondrements liés aux cavités souterraines (hors mines), des éboulements, chutes de pierres et de blocs, des glissements de terrain et des tassements différentiels. Par ailleurs, afin de mieux appréhender le risque d’affaissement de terrain, l'inventaire national des cavités souterraines permet de localiser celles situées sur la commune.
Le retrait-gonflement des sols argileux est susceptible d'engendrer des dommages importants aux bâtiments en cas d’alternance de périodes de sécheresse et de pluie. 61,8 % de la superficie communale est en aléa moyen ou fort (15,8 % au niveau départemental et 48,5 % au niveau national). Sur les 86 bâtiments dénombrés sur la commune en 2019,  72 sont en aléa moyen ou fort, soit 84 %, à comparer aux 14 % au niveau départemental et 54 % au niveau national. Une cartographie de l'exposition du territoire national au retrait gonflement des sols argileux est disponible sur le site du BRGM,.
Par ailleurs, afin de mieux appréhender le risque d’affaissement de terrain, l'inventaire national des cavités souterraines permet de localiser celles situées sur la commune.
La commune a été reconnue en état de catastrophe naturelle au titre des dommages causés par les inondations et coulées de boue survenues en 1982, 1994 et 2003. 

#### Risques technologiques
Le risque de transport de matières dangereuses sur la commune est lié à sa traversée par des infrastructures routières ou ferroviaires importantes ou la présence d'une canalisation de transport d'hydrocarbures. Un accident se produisant sur de telles infrastructures est susceptible d’avoir des effets graves sur les biens, les personnes ou l'environnement, selon la nature du matériau transporté. Des dispositions d’urbanisme peuvent être préconisées en conséquence.

## Les Templiers et les Hospitaliers
C'est vers le XIIe siècle que les Templiers installent leur commanderie à Palhers[réf. nécessaire]. À la dévolution des biens de l'ordre du Temple, la commanderie devient une possession des Hospitaliers de l'ordre de Saint-Jean de Jérusalem. Le commandeur avait droit d'entrée aux États particuliers du Gévaudan où il apparaissait sous le nom de « monsieur de Saint-Jean ».
La commanderie était un vaste bâtiment rectangulaire, dont il ne reste aujourd'hui qu'un mur et une tour.

## Politique et administration
| Période | Période  | Identité                 | Étiquette | Qualité |
| ------- | -------- | ------------------------ | --------- | ------- |
| 1838    | 1873     | Pierre Bouniol           |           |         |
| 1874    | 1896     | Urbain Allanche          |           |         |
| 1896    | 1944     | Marie Aimé Albert Bardon |           |         |
| 1945    | 1959     | Jules Roujon             |           |         |
| 1959    | 1989     | Pierre Bouniol           |           |         |
| 1989    | 1995     | André Raymond            |           |         |
| 1995    | 2001     | Daniel Josuan            |           |         |
| 2001    | 2008     | Daniel Teruel            |           |         |
| 2008    | En cours | André Raymond            |           |         |

## Démographie
L'évolution du nombre d'habitants est connue à travers les recensements de la population effectués dans la commune depuis 1793. Pour les communes de moins de 10 000 habitants, une enquête de recensement portant sur toute la population est réalisée tous les cinq ans, les populations de référence des années intermédiaires étant quant à elles estimées par interpolation ou extrapolation. Pour la commune, le premier recensement exhaustif entrant dans le cadre du nouveau dispositif a été réalisé en 2007.

En 2022, la commune comptait 192 habitants, en évolution de +2,13 % par rapport à 2016 (Lozère : +0,11 %, France hors Mayotte : +2,11 %).
| 1793 | 1800 | 1806 | 1821 | 1831 | 1836 | 1841 | 1846 | 1851 |
| ---- | ---- | ---- | ---- | ---- | ---- | ---- | ---- | ---- |
| 254  | 243  | 248  | 259  | 232  | 296  | 253  | 242  | 237  |

| 1856 | 1861 | 1866 | 1872 | 1876 | 1881 | 1886 | 1891 | 1896 |
| ---- | ---- | ---- | ---- | ---- | ---- | ---- | ---- | ---- |
| 219  | 239  | 224  | 224  | 216  | 186  | 196  | 181  | 184  |

| 1901 | 1906 | 1911 | 1921 | 1926 | 1931 | 1936 | 1946 | 1954 |
| ---- | ---- | ---- | ---- | ---- | ---- | ---- | ---- | ---- |
| 169  | 173  | 167  | 151  | 150  | 147  | 137  | 141  | 122  |

| 1962 | 1968 | 1975 | 1982 | 1990 | 1999 | 2006 | 2007 | 2012 |
| ---- | ---- | ---- | ---- | ---- | ---- | ---- | ---- | ---- |
| 99   | 96   | 96   | 176  | 205  | 172  | 196  | 200  | 203  |

| 2017 | 2022 | - | - | - | - | - | - | - |
| ---- | ---- | - | - | - | - | - | - | - |
| 182  | 192  | - | - | - | - | - | - | - |

## Économie

### Revenus
En 2018, la commune compte 67 ménages fiscaux, regroupant 150 personnes. La médiane du revenu disponible par unité de consommation est de 23 040 € (20 420 € dans le département).

### Emploi
|                | 2008  | 2013  | 2018  |
| -------------- | ----- | ----- | ----- |
| Commune        | 2,7 % | 2,7 % | 2,2 % |
| Département    | 5 %   | 6,4 % | 7,1 % |
| France entière | 8,3 % | 10 %  | 10 %  |

En 2018, la population âgée de 15 à 64 ans s'élève à 136 personnes, parmi lesquelles on compte 84 % d'actifs (81,8 % ayant un emploi et 2,2 % de chômeurs) et 16 % d'inactifs,. Depuis 2008, le taux de chômage communal (au sens du recensement) des 15-64 ans est inférieur à celui de la France et du département.
La commune fait partie de la couronne de l'aire d'attraction de Marvejols, du fait qu'au moins 15 % des actifs travaillent dans le pôle,. Elle compte 80 emplois en 2018, contre 97 en 2013 et 79 en 2008. Le nombre d'actifs ayant un emploi résidant dans la commune est de 112, soit un indicateur de concentration d'emploi de 71,5 % et un taux d'activité parmi les 15 ans ou plus de 73,1 %.
Sur ces 112 actifs de 15 ans ou plus ayant un emploi, 32 travaillent dans la commune, soit 28 % des habitants. Pour se rendre au travail, 59,9 % des habitants utilisent un véhicule personnel ou de fonction à quatre roues, 27,7 % les transports en commun, 8 % s'y rendent en deux-roues, à vélo ou à pied et 4,4 % n'ont pas besoin de transport (travail au domicile).

## Culture locale et patrimoine

### Lieux et monuments

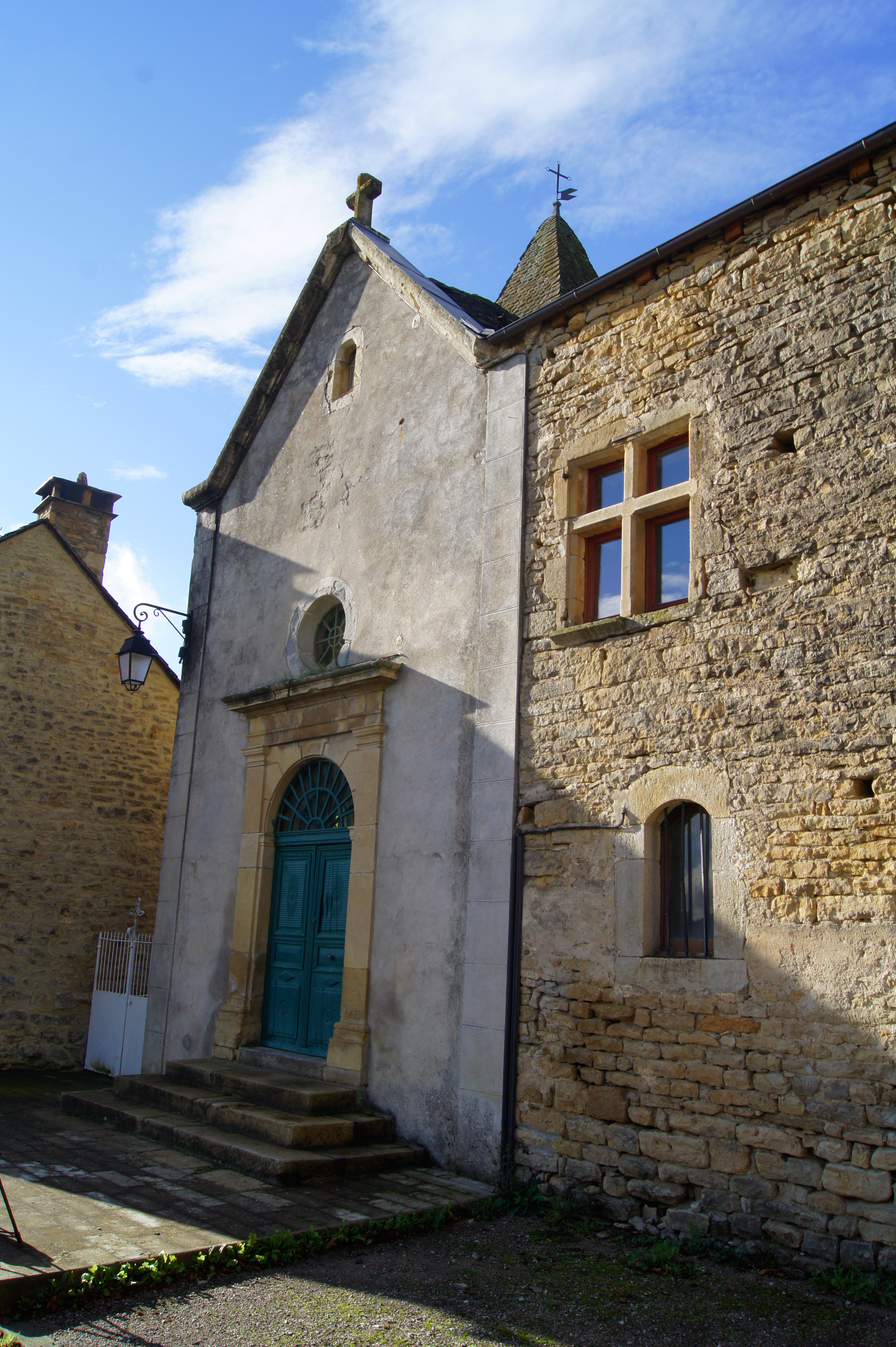
Entrée de l'église Saint-Jean-Baptiste de Palhers.

- Église Saint-Gervais-et-Saint-Protais de Brugers. L'église est dédiée aux saints Gervais et Protais.
- Église Saint-Jean-Baptiste de Palhers.